# Benoît Morand
Benoît Morand (ur. 9 listopada 1958 roku we Fryburgu) – szwajcarski kierowca wyścigowy.

## Kariera
Morand rozpoczął karierę w międzynarodowych wyścigach samochodowych w 1979 roku od startów w Brytyjskiej Formule 3, gdzie jednak nie zdobywał punktów. W tym samym roku był dziesiąty w wyścigu John Player International F3 Trophy. W późniejszych latach pojawiał się także w stawce EFDA Townsend Thoresen Euroseries Formula Ford 1600 oraz Formuły 3000.
W Formule 3000 Szwajcar startował w latach 1987–1988. Jednak nigdy nie zdołał zakwalifikować się do wyścigu.